# Corioxenos acucyrtophallus
Corioxenos acucyrtophallus är en insektsart som beskrevs av Cook 2001. Corioxenos acucyrtophallus ingår i släktet Corioxenos och familjen Corioxenidae. Inga underarter finns listade i Catalogue of Life.